# ائتلاف کنیا

پرچم کنیا

ائتلاف کنیا (آلمانی: Kenia-Koalition) یا ائتلاف سیاه-قرمز-سبز (به آلمانی: Schwarz-rot-grüne Koalition) به ائتلاف سه حزب بزرگ در نظام سیاسی در آلمان گفته می‌شود. اتحادیه دموکرات مسیحی آلمان (با رنگ سیاه)، حزب سوسیال دموکرات آلمان (رنگ قرمز)، اتحاد ۹۰/سبزها (رنگ سبز) این ائتلاف را تشکیل می‌دهند. اگر به جای سبزها، FDP در ائتلاف باشد، به آن ائتلاف جامائیکا گفته خواهد شد.
این ائتلاف تاکنون در سطح فدرال تشکیل نشده اما در سطح ایالتی سه بار تشکیل شده‌است. ۲۰۱۶ در ساکسونی-آنهالت، ۲۰۱۹ در براندنبورگ و ساکسونی.